# Luoghi di Warhammer 40.000
Questa lista dei luoghi di Warhammer 40.000 contiene un elenco dei principali pianeti e luoghi geografici in cui si svolgono le vicende dell'universo fittizio di Warhammer 40.000.
Quasi tutti questi luoghi si trovano nell'universo materiale (Materium), ovvero la galassia della Via Lattea; alcuni, invece, si trovano sospesi a metà strada tra il piano materiale e la dimensione alternativa dell'Immaterium (o Warp), dominio di pura energia non condizionato dalle leggi della fisica (e che quindi costituisce la soluzione al problema dei viaggi a velocità superiore a quella della luce).
Un numero considerevole dei pianeti abitabili della Via Lattea è controllato dall'Imperium dell'Umanità, un impero galattico che racchiude tutti i mondi popolati dalla razza umana. L'Imperium è amministrativamente suddiviso in cinque regioni galattiche dette Segmentae Majoris:
- Segmentum Solar: comprende la parte centrale dell'Imperium, corrispondente grossomodo alla Bolla Locale e alle regioni limitrofe del Braccio di Orione. La Terra, pianeta-capitale dell'Imperium, si trova al centro del Segmentum Solar; il quartier generale del Segmentum, invece, è collocato sul pianeta Marte.
- Segmentum Pacificus: questo Segmentum è situato nella parte occidentale della Galassia ed è la più piccola provincia galattica esistente dopo il Segmentum Solar; il quartier generale del Segmentum è situato sul pianeta Hydraphur. Oltre il bordo estremo del Segmentum c'è la Zona Halo, una zona dello spazio dove il segnale dell'Astronomican è difficilmente captabile e dove quindi è molto rischioso viaggiare nel Warp.
- Segmentum Obscurus: questo Segmentum è situato nella parte nord-occidentale della galassia, e comprende nei suoi confini l'Occhio del Terrore, il reame delle forze del Caos; il quartier generale del Segmentum è situato sul pianeta Cypra Mundi.
- Segmentum Tempestus: questo Segmentum è situato nella parte meridionale della galassia; il suo quartier generale è collocato sul pianeta Bakka.
- Ultima Segmentum: questo Segmentum include tutta la parte orientale della galassia ed il centro della Via Lattea, risultando così di gran lunga il più esteso tra tutti i Segmentae; il pianeta Kar Duniash funge da quartier generale del Segmentum. Nei confini del Segmentum sono ricompresi l'Impero Tau, diversi imperi degli Orki e la tempesta Warp del Maelstrom (una versione più piccola dell'Occhio del Terrore). Nelle regioni più lontane del Segmentum il segnale dell'Astronomican è così flebile che i viaggi nel Warp sono molto difficili.

I Segmentae sono a loro volta suddivisi in un certo numero di Settori e Sotto-settori, che riuniscono un numero variabile di sistemi, ognuno composto da uno o più pianeti abitabili. A seconda delle loro caratteristiche, i pianeti Imperiali possono avere un appellativo che ne denota le funzioni; tali appellativi sono:
- Mondo formicaio: è un pianeta punteggiato di enormi città-formicaio, grossi agglomerati urbani che si sviluppano sia verso l'alto con imponenti grattacieli, sia verso il basso con diversi livelli posti sottoterra; una città-formicaio spesso presenta vari livelli sovrapposti, che identificano la crescita della città e il suo continuo mutamento. Gli edifici delle città formicaio sono collegati fra loro da infiniti e labirintici cunicoli situati a livello del terreno o nel sottosuolo, oppure da passerelle sospese tra i vari piani degli edifici. Su alcuni mondi formicaio, il grado di urbanizzazione è così elevato che in pratica tutta la superficie del pianeta è ricoperta di edifici. Nonostante la sua produzione industriale non sia minimamente commensurabile rispetto a quella di un mondo forgia, ogni mondo formicaio produce un immenso quantitativo di materiale bellico e fornisce, tra l'altro, un gran numero di reclute per la Guardia Imperiale; di per contro, è obbligato ad importare grandissime quantità di viveri ed acqua per sostenere la sua popolazione, che spesso ammonta a diversi miliardi di esseri umani.
- Mondo forgia: è un pianeta ricoperto interamente o quasi da fabbriche, industrie e stabilimenti per l'estrazione di materie prime. I mondi forgia forniscono la maggior parte della produzione industriale dell'Imperium, in particolare nel settore bellico; per tale ragione, molti sono controllati direttamente dall'Adeptus Mechanicus, e fungono da base per le numerose legioni di Titani dell'Imperium.
- Mondo agricolo: equivalente agricolo di un mondo forgia.
- Mondo cardinale: è un pianeta controllato direttamente dall'Ecclesiarchia, la chiesa dell'Imperium.
- Mondo santuario: è un pianeta dedicato al culto di un eroe Imperiale, generalmente divinizzato in figura di santo o beato, che in quel luogo ha compiuto particolari gesta di valore. I mondi santuario spesso hanno anche altre classificazioni (ad esempio, il pianeta Hagia è sia un mondo agricolo che un mondo santuario dedicato all'eroina imperiale Santa Sabbat), e sono frequente meta di gruppi di pellegrini provenienti da tutto l'Imperium.
- Mondo fortezza o Mondo presidio: è un pianeta pesantemente fortificato e militarizzato, generalmente per via della sua posizione strategica o della sua predisposizione ad essere attaccato dal nemico. Di solito, i mondi fortezza sono controllati direttamente dalla Guardia Imperiale o da un capitolo di Space Marine.
- Mondo assassino: è un pianeta dove l'ecosistema si è evoluto (naturalmente o per via di eventi esterni) in forme molto aggressive e pericolose. Generalmente la vita è possibile su tali mondi (diversi di essi sono ricoperti da fitte giungle tropicali), ma i coloni umani devono fronteggiare moltissimi pericoli mortali dati dalla fauna, dalla flora o dalle condizioni ambientali del luogo.

## A

### Armageddon
Mondo formicaio dell'Imperium, Armageddon è situato nel sistema omonimo del Segmentum Solar, a circa 10.000 anni luce dalla Terra; il pianeta è un importante nodo commerciale, e le sue fabbriche producono un gran numero di equipaggiamenti bellici per la Guardia Imperiale. La superficie di Armageddon è costituita da tre continenti principali e due grandi oceani punteggiati di isole; i terreni variano moltissimo, passando da enormi deserti di cenere ad intricate giungle equatoriali. Secoli di intenso sfruttamento industriale e minerario hanno prodotto elevatissimi livelli di inquinamento in tutto il pianeta, al punto che è necessario indossare apparati respiratori e tute protettive per avventurarsi fuori dalle città; le devastazioni maggiori, comunque, sono state provocate dalle tre guerre di Armageddon, l'ultima delle quali (che vede contrapposte le locali truppe dell'Imperium ad un'immensa forza di invasione degli Orki) è ancora in corso. Il pianeta è la patria delle "Legioni d'acciaio di Armageddon", una serie di reggimenti di fanteria meccanizzata della Guardia Imperiale.
Armageddon è il quarto pianeta di un sistema solare composto da altri nove mondi, nessuno dei quali è abitabile; una piccola colonia mineraria imperiale è situata sul terzo pianeta, Gaval, mentre il sesto pianeta, St. Jowen's Dock, ospita alcune importanti basi orbitali della Marina Imperiale.

### Attila
Attila è un pianeta imperiale situato nell'Ultima Segmentum. Il pianeta dispone di un'unica grande massa continentale, che tuttavia ricopre quasi metà della superficie planetaria; il centro del continente è costituito da un deserto sabbioso inabitabile, ma ai suoi lati si estendono vastissime distese di prateria e savana solcate da grandi fiumi. Sul pianeta è presente una sola città, Khanasan, che funge da capitale planetaria e principale centro commerciale; la maggior parte della popolazione si organizza invece in tribù nomadi, in perenne movimento lungo le praterie del pianeta in sella ai loro cavalli, e dedite principalmente all'allevamento. Per tali ragioni, gli attilani sono reclutati in gran numero nei reggimenti di cavalleria della Guardia Imperiale.

## B

### Barbarus
Barbarus era il pianeta di origine della Guardia della Morte, essendo il pianeta sul quale era atterrato il loro primarca Mortarion; ora distrutto, era situato nel Segmentum Tempestus. Barbarus era ricoperto da una coltre di nebbia velenosa che avvolgeva il terreno, obbligando così gli umani a vivere in alcune depressioni e i Signori della Guerra sopra le montagne; proprio per queste condizioni estreme, i soldati della Guardia della Morte erano Space Marine temprati e resistenti più di chiunque altro.

## C

### Cadia
Cadia è un mondo fortezza imperiale, situato nel Segmentum Obscurus ai confini dell'Occhio del Terrore.
Nel sistema di Cadia si trova il Cancello Cadiano, unica via di uscita dall'Occhio del Terrore, dove si svolgono continuamente scontri fra la Guardia Imperiale, gli Space Marine e le ondate degli Space Marine del Caos che cercano di superare la fortezza.
Proprio in questo posto si è creata, tra l'altro, la fama degli Space Marine, che hanno combattuto epiche battaglie senza cedere un palmo di terreno al nemico o sconfiggendolo in situazioni disperate che nessuno avrebbe saputo risolvere.
Cadia è un pianeta fortezza dove ogni uomo abile è reclutato nella forza di difesa planetaria e i migliori nella Guardia Imperiale, e quindi la composizione delle forze dell'armata Cadiana è direttamente proporzionale allo sviluppo demografico del pianeta, che è continuamente incentivato.
Proprio per questo, nonostante Cadia sia poco più grande della Sacra Terra, è popolato da soli 250 milioni di persone, in prevalenza donne.
L'uscita dalla tempesta che avvolge l'Occhio del Terrore si trova proprio nel sistema di Cadia, il che sottopone da 10.000 anni gli Space Marine e la Guardia Imperiale a una continua battaglia per la difesa dei confini, sapendo che quello è l'ultimo baluardo prima della totale invasione della galassia, l'unico posto dal quale possono entrare e uscire grandi flotte dall'Occhio del Terrore.

### Cretacia
L'enorme mondo di Cretacia è il quarto pianeta di un sistema settenario ed è perpetuamente velato da dense nubi. È classificato come uno dei più letali Mondi Assassini dell'Imperium ed è il Pianeta Natale del Capitolo di Space Marine dei Supplizianti.
Un intricato paesaggio di dense giungle e umide paludi nasconde rettili feroci, anfibi e forme di vita insettoide. Il pianeta ricorda la Terra durante il periodo del Cretaceo e del Giurassico con imponenti dinosauri che abitano e cacciano le sporadiche tribù di primitivi umani che abitano il pianeta. Gli umani discendono da antichissime colonie perdute, fondate su Cretacia millenni prima, durante l'Oscura Era della Tecnologia, ma che da allora si sono involute in una tribù primitiva. Il territorio inospitale e le creature feroci forniscono un ambiente di reclutamento ideale per i Marine dei Supplizianti, che reclutano i propri confratelli dai più feroci guerrieri delle tribù.

## F

### Fenris
Fenris è un pianeta del Segmentum Obscurus, mondo di origine dei Lupi Siderali.
Su Fenris, d'inverno, i mari gelano, mentre per il resto dell'anno le temperature si aggirano intorno ai -20 °C, il che ha portato il pianeta ad essere abitato solo dai Lupi Siderali stessi, che hanno sul pianeta la loro fortezza-santuario, dalla quale governano tutte le loro forze nella galassia.
Fenris venne colonizzato durante l'Età Oscura della Tecnologia e venne riconquistato dall'Imperatore durante la Grande Crociata, trovando sul pianeta uno dei Primarchi dispersi.
Il pianeta è anche stato il sito di uno scontro fra i Lupi Siderali e la Stirpe dei Mille, nel XXXII millennio, poco dopo l'eresia di Horus, conclusosi con la vittoria degli Space Marine lealisti e la cacciata della Stirpe dei Mille nell'Occhio del Terrore, ma anche con lo spopolamento del pianeta da parte della popolazione civile che vi abitava, lasciando così il pianeta con l'unica funzione di fortezza-monastero.
La fortezza santuario dei Lupi Siderali si trova arroccata sulle cime più alte del pianeta, anche se in realtà è molto più estesa contando i vari complessi da essa staccati o collegati tramite vie sotterranee al corpo centrale.
Come in ogni fortezza-monastero degli Space Marine, nella fortezza si trovano le reliquie del Primarca e vi vengono conservati i macchinari più preziosi, come i Dreadnought.

## H

### Hagia
Hagia è un mondo agricolo del Segmentum Pacificus, posto all'interno del settore denominato "Mondi di Sabbat". La superficie delle masse continentali è costituita principalmente da grandi praterie solcate da fiumi, ma non mancano folte distese di foreste ed imponenti montagne perennemente ricoperte di neve; le pianure, sfruttate per l'allevamento, sono punteggiate da una serie di città-stato, la più importante delle quali (Doctrinopolis) funge da capitale planetaria. Hagia è anche un rinomato mondo santuario, in quanto pianeta d'origine dell'eroina imperiale Santa Sabbat; le spoglie della santa sono conservate in un imponente santuario sulle montagne fuori Doctrinopolis, poco lontano dal luogo dove nacque. Per tali ragioni, Hagia è frequentemente meta di pellegrinaggi, e nelle sue città sono presenti numerose chiese e luoghi di culto.
Il pianeta venne invaso e conquistato dalle forze del Caos nel VII secolo del XLI millennio, ma venne in seguito riconquistato dai reparti della Guardia Imperiale.

## M

### Marte
Marte, 4º pianeta del sistema Solare, è la sede dell'Adeptus Mechanicus e delle difese planetarie del sistema; è anche il primo pianeta a essere stato colonizzato nella storia dell'Imperium e il primo conquistato dall'Imperatore dalla sua partenza dalla Sacra Terra.
A differenza di quanto accade nel nostro universo, Marte è stato reso abitabile dalle avanzate tecniche dell'Imperium.
Su Marte giace un monolite Necron disattivato, ed è oggetto di culto da parte dell'Adeptus Mechanicus.
Marte è stato colonizzato e terraformato molto presto dagli umani della Terra, ma ciononostante Marte non è mai stato protettorato della Terra, ma un impero a sé stante: tant'è vero che il culto del Dio Macchina, chiamato Culto Mechanicus, è nato su Marte e in suo nome sono stati colonizzati altri pianeta dall'impero di Marte stesso.
Durante le guerre civili che seguirono, Marte fu oggetto di giganteschi scontri con armi ad alta tecnologia, che distrussero l'ambiente filo-terrestre e ridussero Marte al deserto rosso che trovarono i coloni prima di stabilirsi sul pianeta.
Ora tutto si svolge sottoterra, in un pianeta-formicaio.
Con l'avvento dell'Imperatore, il pianeta diventò parte integrante dell'Imperium, anche se l'Adeptus Mechanicus rimase libero dalla giurisdizione imperiale per altri 10.000 anni.

### Mordia
Mordia è un mondo formicaio dell'Imperium, situato nel Segmentum Obscurus. Il pianeta ruota così lentamente sul suo asse che la durata di un giorno mordiano corrisponde a quella di un anno mordiano; per tale ragione, su una delle facce del pianeta è sempre giorno, mentre sull'altra è sempre notte. La faccia rivolta verso il sole è costantemente bombardata dalle radiazioni ed è quindi ridotta ad uno sterile deserto inabitabile; la vita è possibile solo sulla faccia perennemente in ombra, dove miliardi di esseri umani abitano in enormi città formicaio dalla forma di imponenti ziggurat. Tutte le risorse sono strettamente controllate e razionate da un gruppo di nobili, chiamati Tetrarchi, i quali esercitano un potere assoluto; per mantenere l'ordine, essi fanno frequente ricorso ai reggimenti della Guardia di Ferro mordiana, ritenuti tra le più disciplinate e marziali unità della Guardia Imperiale.

### Mortikah VII
È un pianeta montagnoso perennemente avvolto nelle nubi. È il Pianeta Natale del Capitolo di Space Marine dei Guardiani del Patto, Capitolo Successore degli Angeli Oscuri.

### Mundus Planus
Il pianeta Mundus Planus, chiamato dai suoi abitanti Chogoris, è un mondo fertile in cui ancora esiste uno stato semi-feudale. È il Pianeta Natale del Capitolo di Space Marine delle Furie Bianche, che hanno la loro base nel Palazzo di Quan Zhou, posto sulla vetta della più alta montagna del pianeta. I Bibliotecari delle Furie Bianche (conosciuti con il nome di Sacerdoti della Tempesta) scendono nelle steppe ogni dieci anni, osservando le tribù in combattimento, e scelgono i migliori giovani guerrieri per trasformarli in Space Marines.

## O

### Occhio del Terrore
L'Occhio del Terrore è una vasta regione dello spazio in cui la membrana che separa il Materium dall'Immaterium è stata spezzata, consentendo così alle corrotte energie del Warp di penetrare nell'universo materiale. Visto dall'esterno, l'Occhio del Terrore si presenta come una grossa nebulosa del colore del sangue infetto, visibile in un raggio di 10.000 anni luce da essa. L'interno dell'Occhio ed i pianeti che vi si trovano sono regni infernali, popolati da demoni e dove le leggi della fisica non sono più valide; per tale ragione, l'Occhio è la principale dimora delle forze del Caos e delle legioni di Space Marine del Caos.

## Plague
Il Plague è il mondo che Mortarion ha scelto come suo regno personale dopo l'Eresia di Horus e la conseguente fuga delle legioni degli Space Marine del Caos verso l'Occhio del Terrore; non a caso, le sue condizioni atmosferiche e di vivibilità rispecchiano quelle di Barbarus, pianeta natale di Mortarion.

## S

### Sacra Terra
La Sacra Terra altro non è che il pianeta Terra nel 41º millennio. Il pianeta è ormai un unico gigantesco mondo formicaio, con gli oceani prosciugati e l'intera superficie ricoperta di edifici; in quanto pianeta capitale dell'Imperium e dimora dell'Imperatore, la Sacra Terra è forse il più importante mondo santuario imperiale, oltre ad essere dotata di imponenti fortificazioni militari e di una cospicua guarnigione di Space Marine, Sorelle Guerriere e truppe della Guardia Imperiale.

## T

### T'au
Il pianeta T'au si trova nella parte meridionale dell'Ultima Segmentum, ed è il mondo natale della razza aliena dei Tau, nonché pianeta-capitale del loro impero. Scoperto dall'Imperium sul finire del 35º Millennio, rimase a lungo isolato a causa di violente tempeste Warp che impedivano alle astronavi di raggiungerlo, consentendo così alla giovane razza Tau di evolvere rapidamente fino ad un elevatissimo livello tecnologico. Il pianeta ha un clima caldo ed è piuttosto arido ed asciutto, con grosse pianure ricoperte di savana, alte montagne e poche fertili valli verdeggianti. Le città Tau sono imponenti agglomerati urbani di marmo bianco con alti grattacieli, pulite ed ordinate; la capitale planetaria, situata nella zona equatoriale, è pesantemente fortificata e schermata ad ogni rilevamento, e non è mai stata visitata da alcun essere umano.

### Tallarn
Tallarn è un pianeta imperiale del Segmentum Tempestus. Originariamente un verdeggiante mondo agricolo, durante l'Eresia di Horus venne attaccato dalla legione traditrice dei Guerrieri di Ferro, e pesantemente bombardato con bombe-virus lanciate dallo spazio: milioni di esseri umani morirono, gli oceani evaporarono e tutta la superficie del pianeta venne ridotta ad un'unica distesa di sabbia, sterile e desolata. Nonostante questo pesante bombardamento, tuttavia, quando alcune settimane dopo le forze del Caos sbarcarono sul pianeta, furono attaccate dalla popolazione locale, sopravvissuta all'interno di profondi rifugi sotterranei; poiché sulla superficie erano ancora presenti tracce del virus che aveva provocato la distruzione dell'ecosistema planetario, risultò impossibile combattere al di fuori di un mezzo corazzato o di un bunker, e quindi Tallarn divenne teatro delle maggiori battaglie tra carri armati di tutta la storia dell'Imperium, che lasciarono milioni di relitti sparsi per tutto il pianeta. Dopo mesi di pesanti combattimenti, le forze del Caos furono infine sconfitte.
Nel 41º Millennio i resti del virus sono ormai scomparsi, ma Tallarn rimane una distesa di sabbia inospitale. La popolazione sopravvive all'interno di cupole o in caverne scavate nella roccia, collegate tra di loro da lunghi cunicoli sotterranei; l'unica fonte di acqua rimasta sul pianeta è un sottile strato di vapore acqueo nell'alta atmosfera, che speciali trappole a caduta convogliano in contenitori sotterranei. Il pianeta è la patria dei "Predoni del deserto di Tallarn", una serie di reggimenti della Guardia Imperiale specializzati nelle incursioni e nel combattimento con i mezzi corazzati.

### Tanith
Tanith è un pianeta imperiale del Segmentum Pacificus, situato ai margini del sistema dei Mondi di Sabbat. Il pianeta è ricoperto da foreste di Nal, latifoglie che si spostano seguendo la luce del sole. Il pianeta è così difficile da percorrere. I boschi sono abitati da strane e pericolose creature. Le città più importanti sono Tanith Magna e Tanith Attica. Gli abitanti hanno capelli neri e carnagione chiara. Molti di essi sono boscaioli e cacciatori.
Il piccolo pianeta Tanith fu colonizzato da una comunità di umani dell'Imperium. Inizialmente essi erano disorientati dai continui spostamenti dei boschi, ma col passar degli anni riuscirono ad ambientarsi. Impararono anche ad orientarsi e nessuno sa in che modo. Da Tanith Magna (prima città fondata) la vita si è spostata nei territori interni, dove i cittadini crearono altri piccoli centri abitati come Beldan e Pryze, città in cui nacque Colm Corbec. La vita scorreva felice, ma un giorno le forze del Caos giunsero sul pianeta e lo distrussero. Si salvò solo uno dei tre reggimenti lì presenti, alleati della Guardia Imperiale. Il ricordo di Tanith continua a vivere nei cuori dei suoi membri che combattono per esso.
Durante la colonizzazione fu istituita una milizia, formata da boscaioli, che aveva il compito di far rispettare la legge, svolgendo al tempo stesso il ruolo di guardiacaccia. Quando i mondi di Sabbat vennero conquistati dal Caos, gli abitanti di Tanith non ebbero altra scelta che creare reggimenti per contribuire alla crociata. Ne vennero creati tre reclutando uomini dalla milizia e da normali villaggi. Il Commissario Colonnello Ibram Gaunt, famoso per aver comandato in passato l'ottavo reggimento Hyrkaniano, venne incaricato di comandare il primo. Durante l'attacco del Caos esso portò in salvo il suo reggimento sui Trasporti-Truppe, proibendo agli uomini di combattere e morire per il loro pianeta.
I Tanith adorano il Dio-Albero Feth. Spesso pronunciano imprecazioni con il suo nome. I Tanith amano il loro mondo e sono amichevoli con i forestieri. Adorano scherzare e ubriacarsi di Sacra, il loro liquore. Si tingono il viso con disegni come dragoni e stelle di colore blu. Lo strumento musicale più usato è la zampogna ed esistono molti brani relativi ad eventi importanti del pianeta.

### Titano
Titano è un mondo fortezza gelato che ospita il Capitolo dei Cavalieri Grigi sin dalla sua fondazione millenni or sono. Parzialmente terraformato secoli fa, supporta a stento la vita, ma è più che sufficiente per le necessità dei Cavalieri Grigi. Da qui il Capitolo parte per la galassia a bordo degli agili incrociatori d'attacco argentati per andare ovunque sorgano i servi degli Dei Oscuri.

## V

### Valhalla
Valhalla è un pianeta imperiale dell'Ultima Segmentum. Al momento della colonizzazione era un pianeta temperato, con ampie foreste e fertili pianure; nel 31º Millennio, tuttavia, una grossa cometa si schiantò sulla superficie del pianeta, cambiandone radicalmente l'ecosistema: gli oceani evaporarono ed i continenti furono scossi da violenti terremoti, mentre una fitta coltre nuvolosa oscurò il sole per decenni. L'impatto alterò l'orbita del pianeta, provocando così una brusca alterazione delle temperature, che divennero estremamente rigide (la media è di -85 °C, con picchi anche di -100 °C); in breve tempo il pianeta venne ridotto ad una palla ghiacciata, e solo l'1% delle forme di vita esistenti sopravvisse. Nonostante la rigidità del clima, circa 10 miliardi di esseri umani vivono ancora sul pianeta, all'interno di colossali città sotterranee scavate vicino al nucleo planetario, l'unica fonte di calore; la capitale planetaria è Valhalla City. Il pianeta ha subito diverse invasioni da parte degli Orki, ed i locali reggimenti della Guardia Imperiale (noti come i "Guerrieri del ghiaccio di Valhalla") sono quindi rinomati come esperti avversari di questa razza aliena, oltre che, ovviamente, come abili combattenti in ambienti artici.

### Vostroia
Vostroia è il pianeta originario dei Reggimenti della Guardia Imperiale dei famigerati Primigeni Vostroiani, famosi in tutto l'Imperium. Situato al centro del Segmentum Obscurus, a poca distanza da Cadia e Mordia, è un mondo ghiacciato e spazzato dai venti che ricoprono di neve i tetti delle sbuffanti fabbriche che si sviluppano sulla superficie del pianeta.
Fin dai tempi della Grande Crociata, è sempre stato sfruttato come mondo forgia fornendo armi e munizioni alle armate dell'Imperium dell'umanità grazie agli enormi manufactoria di Vostroia. Nei diecimila anni che sono trascorsi dal tempo della Grande Crociata, il pianeta ha proseguito con questo ruolo, con i suoi abitanti che vivono e muoiono nelle catene di produzione.